# Dudleyville
Dudleyville, también conocida como Pittsborough, es un área no incorporada en el condado de Tallapoosa, Alabama, Estados Unidos. 

## Historia
Dudleyville recibió su nombre de Peter Dudley, quien estableció el primer puesto comercial en el área. La ciudad fue incorporada el 2 de febrero de 1839. Se operó una oficina de correos en Dudleyville desde 1836 hasta 1907. El Mayor Lemuel Montgomery, el primer soldado estadounidense muerto en la Batalla de Horseshoe Bend, fue enterrado anteriormente en el cementerio de Dudleyville, antes de que su tumba fuera trasladada al Parque Militar Nacional Horseshoe Bend.
Abram Mordecai, un comerciante que instaló la primera desmotadora de algodón en Alabama, vivió durante un tiempo en Dudleyville. Fue aquí donde Albert J. Pickett lo visitó en 1847 y reunió información de él para usar en su obra Historia de Alabama. La Iglesia Bautista County Line, que se encuentra al este de Dudleyville, está incluida en el Registro Nacional de Lugares Históricos.